# Sh2-224
Sh2-224 è un resto di supernova visibile nella costellazione boreale dell'Auriga.
Si individua 3,5° a SSE della brillante stella Capella, l'astro dominante della costellazione; è formato da due tenui filamenti nebulosi, il più cospicuo dei quali è quello di nordovest e si estende per 20' x 30' verso il centro della sorgente di onde radio, che ha invece dimensioni di 70' x 75'. Trovandosi a una declinazione moderatamente settentrionale, la sua osservazione è agevole soprattutto nelle regioni dell'emisfero boreale, dove è visibile alta nel cielo per gran parte delle notti dell'anno.
L'oggetto possiede una forma insolita, con una struttura a guscio dal raggio pari a circa 25 parsec, ed è in interazione con una cavità del mezzo interstellare a una temperatura più elevata rispetto all'ambiente circostante, situata nella parte sudoccidentale e dalla forma ad arco; questa conformazione suggerisce che il resto di supernova in direzione sudovest sia entrato in contatto con la cavità, dapprima deformandosi ed entrando in interazione con questa struttura, poi espandendosi all'interno di essa e creando un'onda di propagazione più ampia che è emersa dalla parte opposta, creando così la struttura ad arco visibile nella parte più occidentale, ossia oltre la cavità. La distanza della struttura è stimata sui 14700 anni luce dal sistema solare, in una regione periferica del Braccio di Perseo. Tramite lo studio ai raggi X si è determinata un'età della struttura compresa fra 13.000 e 24.000 anni.